# Undeniable (Raven-Symoné)
Undeniable è il secondo album prodotto da Raven-Symoné, all'età di 13 anni, nel 1999. Solo due singoli vengono tratte da Undeniable: With A Child's Heart, una canzone intensa e melodica, e Bounce. Raven non abbandona la sua musica rap, presente solo in alcuni "bridge" delle canzoni, diversamente dal primo CD Here's to New Dreams, dove si trovavano intere canzoni rap. Nel nuovo album Raven usa una melodia pop.

## Tracce
1. With a Child's Heart (Uptempo Version)
2. I Can Get Down
3. Hip Hoppers
4. Slow Down
5. Best Friends
6. People Make the World Go Round
7. Bounce
8. I Love You
9. Lean on Me
10. With a Child's Heart (Ballad Version)
11. Pure Love
12. With a Child's Heart (Uptempo Remix)
13. CH (International House Mix)

## Tracce versione 2006
1. People Make the World Go Round
2. Best Friends
3. Slow Down
4. Hip Hoppers
5. I Can Get Down
6. Bounce
7. With a Child's Heart (Uptempo)
8. I Love You
9. Lean On Me
10. With a Child's Heart (Ballad Version)
11. Pure Love
12. With a Child's Heart (International House Mix)